# Acheiropoietos

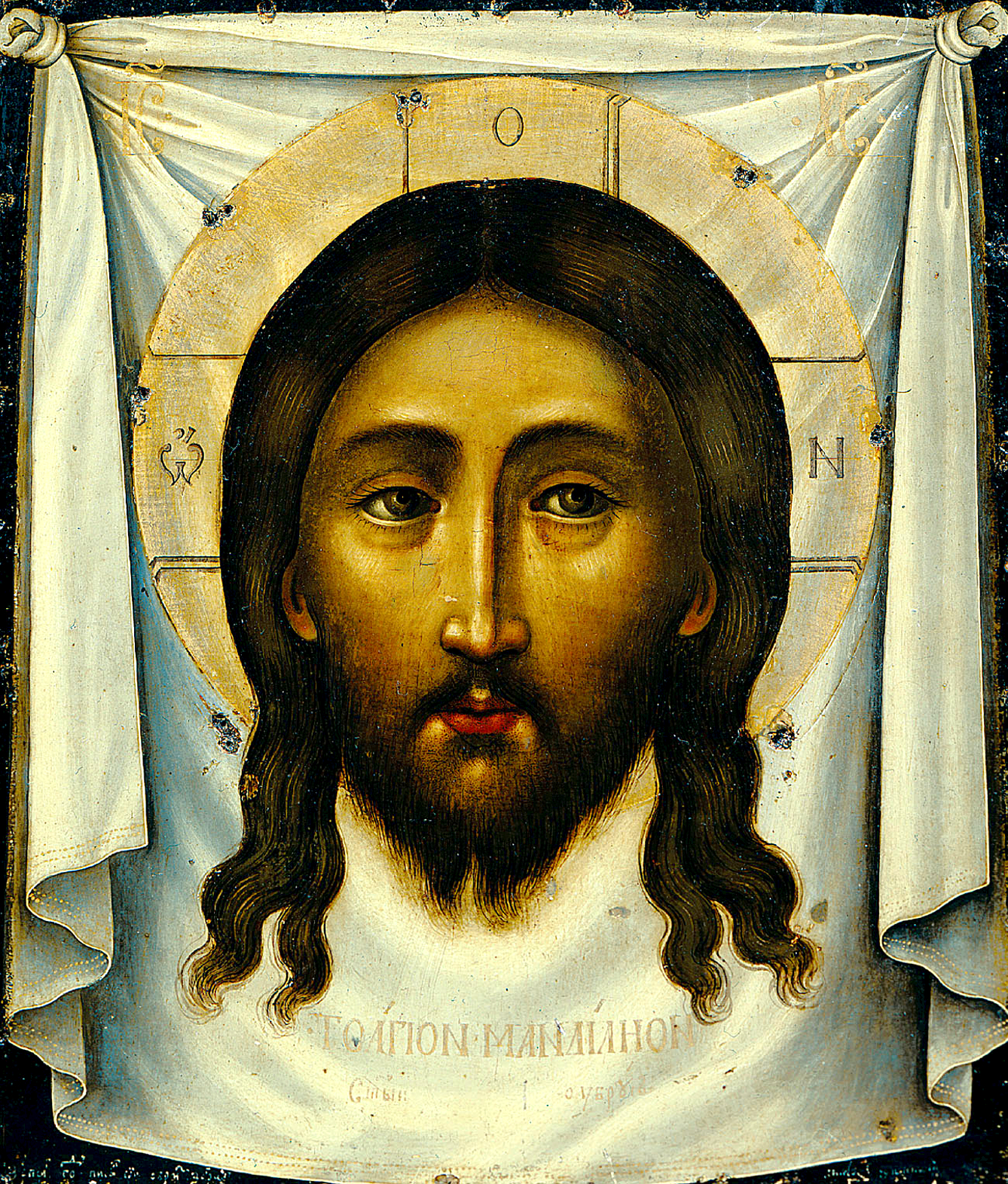
Mandylion

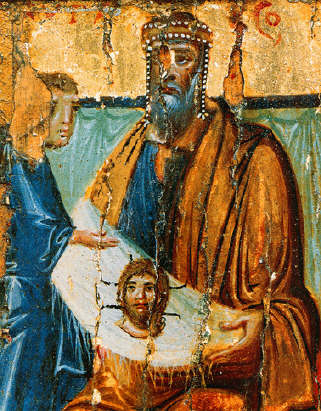
przedstawienie króla Abgara z mandylionem

Acheiropoietos (gr. ’Αχειροποίητος, ros. нерукотворный, нерукотворенный) – wizerunek postaci stworzony w nadnaturalny, cudowny sposób – nie ręką ludzką. Pierwszy raz sformułowania tego użył  Ewagriusz Scholastyk w VI w.

## W starożytnej Grecji
W starożytnej Grecji czczono wiele wizerunków, którym przypisywano też niezwykłe moce.

## W chrześcijaństwie
W ikonografii chrześcijańskiej przedstawienie Jezusa Chrystusa powstałe w sposób nadprzyrodzony, bez udziału człowieka, poprzez odbicie wizerunku twarzy na chuście lub całunie, a także Matki Bożej i świętych. W prawosławiu ikona typu Acheiropoietos nazywana jest ikoną ikon – uważana jest za obraz uzasadniający wszelkie inne wyobrażenia religijne, stanowi prototyp i źródło wszelkich innych przedstawień, jako obraz łączący w sobie nieopisywalne Bóstwo i opisywalne człowieczeństwo Chrystusa. We wschodniej tradycji chrześcijańskiej, stanowi też najważniejsze świadectwo przemawiające za kultem ikon (przeciw ikonoklazmowi) oraz dowód prawdziwości wcielenia drugiej osoby Trójcy.

### Jezus Chrystus
Najbardziej znanymi przykładami wizerunków Jezusa Chrystusa są: obrazy z Kamulii, Rzymu i z Memfis oraz Całun Turyński. Wśród przedstawień Chrystusa wyróżnia się dwa typy acheiropoietosu:
- mandylion, czyli obraz przedstawiający głowę Chrystusa spokojnego, nie cierpiącego, często podtrzymywaną przez dwóch aniołów, znany od VI wieku, popularny zwłaszcza w sztuce bizantyjskiej i chrześcijaństwie wschodnim; według tradycji (prawosławnej) pierwszym odbiciem na tkaninie twarzy Chrystusa był wizerunek, który powstał po zetknięciu z Jego twarzą po to, by uzdrowić króla Edessy, Abgara V. Chrystus nie mogąc osobiście przybyć przekazał Ananiaszowi – wysłannikowi króla – wizerunek swej twarzy odbity na płóciennej chuście. Mandylion – Acheiropoietos [nie ludzką ręką malowany] przedstawia twarz Chrystusa ze ścisłym zachowaniem symetrii na tle chusty.
- veraicon, czyli chusta św. Weroniki, przedstawiająca odcisk twarzy Chrystusa, który miał powstać dzięki podaniu przez Weronikę idącemu na Golgotę Chrystusowi chusty do otarcia twarzy. Przedstawiany jako wizerunek Chrystusa cierpiącego z koroną cierniową na głowie, lub spokojnego[4] – typ popularny w Kościele rzymskokatolickim (w tradycji zachodniej za odmianę acheiropoietosu uważa się też Całun Turyński)

### Matka Boża
Istnieją też przedstawienia tego typu związane z Matką Boską. Do najsłynniejszych należy wyobrażenie Matki Boskiej z Gwadelupe zachowane na płaszczu Indianina, któremu ukazała się Maryja.